# Marzahn-Mitte

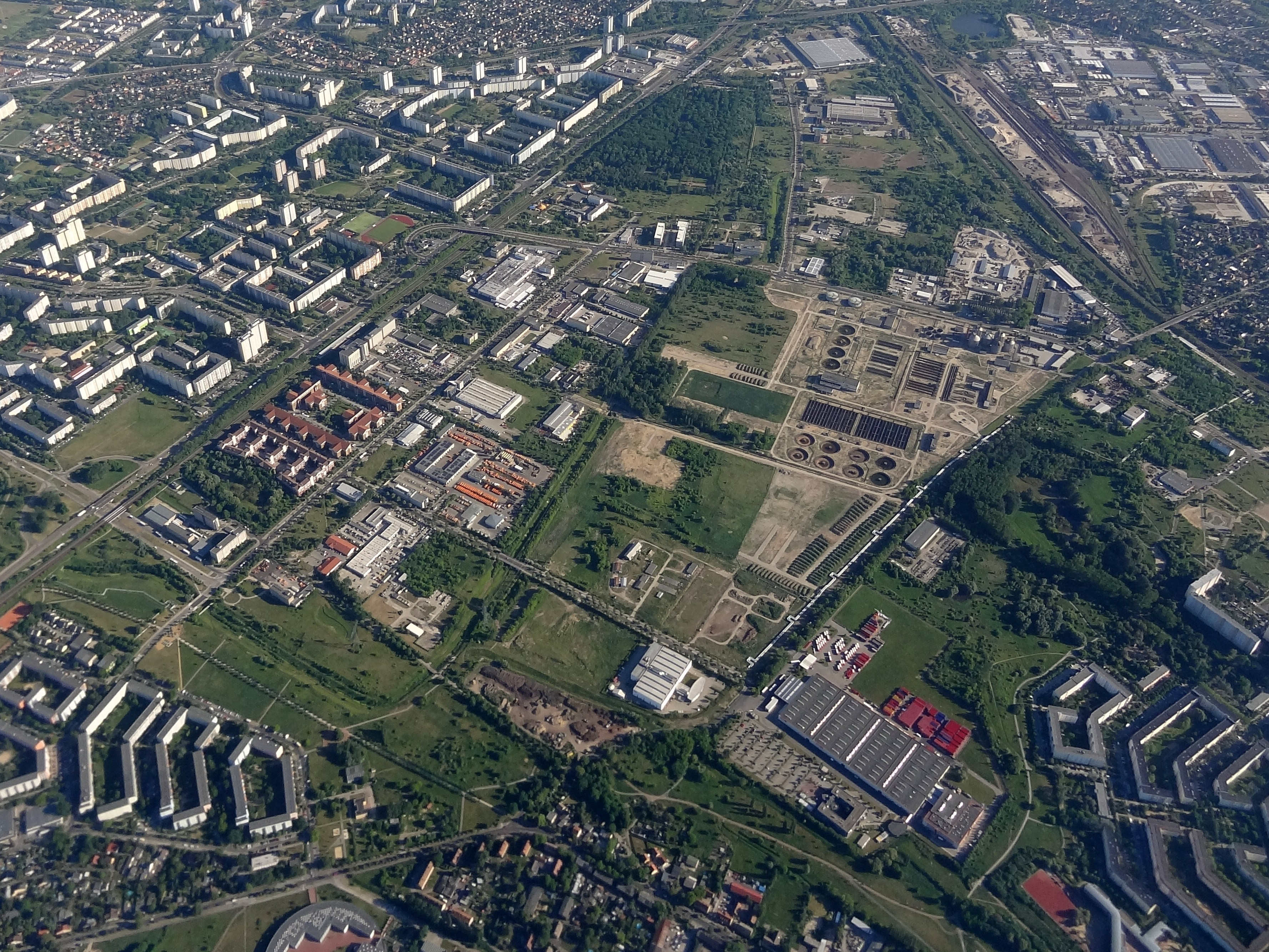
Blick auf Marzahn-Mitte. Links der Märkischen Allee die Wohnbebauung. Mitte oben im Bild die Grünfläche des Friedhofs, darunter das Gewerbegebiet

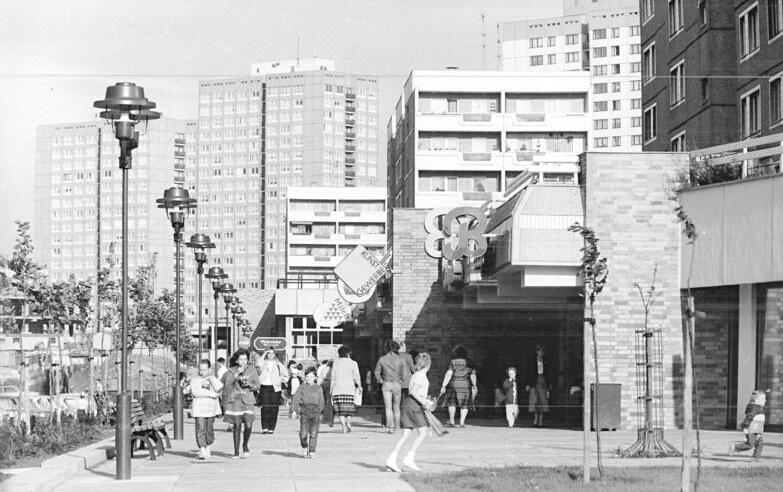
Marzahner Promenade 1987

Marzahn-Mitte ist ein Anfang der 1980er Jahre entstandener Stadtteil im Zentrum des Berliner Ortsteils Marzahn im Bezirk Marzahn-Hellersdorf.
Er besitzt eine Fläche von 7,97 km² und ist mit einer Einwohnerzahl von 43.971 (Stand 30. Juni 2007) der einwohnerreichste Stadtteil des Bezirks. Etwa 15 Prozent der Bevölkerung ist unter 25 Jahren, 49 Prozent zwischen 25 und 55 Jahren alt und 36 Prozent älter als 55 Jahre (Stand per Ende 2014).

## Lage
Im Süden bildet die Landsberger Allee die Grenze zu Marzahn-Süd, im Norden die Neue Wuhle nach Marzahn-Nord, im Osten bilden die Ahrensfelder Berge den Abschluss nach Berlin-Hellersdorf und im Westen bilden die Gehrensee-, die Hohenschönhauser Straße und die S-Bahn-Strecke nach Berlin-Wartenberg die Grenze zum Bezirk Lichtenberg.
Der größte Teil der Wohnbebauung mit dem Stadtteilzentrum um die Marzahner Promenade und dem Einkaufszentrum Eastgate mit dem Busbahnhof Marzahn befindet sich östlich der Märkischen Allee und der Bahnstrecke der Wriezener Bahn mit dem Bahnhof Berlin-Marzahn. Im Westen der Märkischen Allee liegt der Parkfriedhof Marzahn sowie das Gewerbegebiet Bitterfelder Straße.